# Diane de Polignac
Diane de Polignac, född 1746, död 1818, var en fransk hovfunktionär. 
Hon var hovdam åt prinsessan Elisabeth 1778-89. Hon var svägerska till Marie Antoinettes gunstling Yolande de Polastron och en ledande medlem av La Société Polignac, där hon ska ha varit den drivande kraften bakom alla de fördelar Polignac-partiet utvann genom sin position hos Marie Antoinette. Hon var känd för sin sarkastiska kvickhet. Hon emigrerade med resten av La Société Polignac omedelbart efter franska revolutionens utbrott. 